# Lo sguardo di uno sconosciuto
Lo sguardo di uno sconosciuto (Se deg ikke tilbake!) è un romanzo poliziesco della scrittrice norvegese Karin Fossum, pubblicato nel 1996. In Italia, dopo il successo del film omonimo, è stato ripubblicato con il titolo La ragazza del lago.
Il libro ha vinto il Premio Riverton 1996 e il Glasnyckeln nel 1997. 

## Trama
Lundeby è una piccola località a circa un'ora di strada da Oslo. Tutti si conoscono. Una mattina alle 8, Ragnhild, bimba di sei anni, esce dalla casa di un'amichetta con la bambola nel passeggino. Incontra Raymond, un disabile che si offre di darle un passaggio in auto. La guida del giovane è limitata, ma nel paesino si muove quanto basta per piccole commissioni. Egli porta Ragnhild in riva a un laghetto, quindi a casa propria a vedere i suoi conigli e qui la bimba si addormenta dopo una merenda. Quando la piccola è ricondotta a casa, sono ormai le due del pomeriggio e tutti i ragazzi hanno organizzato le ricerche. L'ispettore Sejer, avvertito, assiste all'arrivo della bimba e apprende da lei che ha visto una donna a terra sulla riva del lago.
Sejer e il suo collega Skarre accorrono sul luogo e constatano la presenza di un cadavere nudo, sul quale è stata appoggiata una giacca. Non ci sono segni di violenza. Chiamato Thorbjörn Haugen, ragazzo che aveva diretto le ricerche di Ragnhild, Sejer apprende che la vittima è Annie Holland, quindici anni, conosciuta da tutti. La sua morte è molto recente, giacché i ragazzi avevano perlustrato le rive del lago meno di un'ora prima. Si apre un'indagine, ma le cose sicure sono due: la ragazza è morta per collasso polmonare e la giacca che la copriva è di Raymond che aveva visto il corpo con Ragnhild. Tutti i vestiti di Annie sono accanto a lei ed evidentemente qualcuno è riuscito ad annegarla, per poi simulare un crimine di tipo sessuale mai avvenuto.
Le indagini si trascinano senza risultato: Annie era figlia di una coppia ben assortita, ma aveva una sorellastra, Sölvi, il cui padre era stato emarginato e avrebbe potuto farsi assassino per vendetta contro l'ex moglie. Quando questi (Axel Björk) si spara, tutto fa pensare a un'ammissione di colpa. Anche Halvor, ragazzo di Annie, è molto sospetto, sia per eventuali gelosie, sia perché, due anni prima, aveva trovato il padre (un violento) uccisosi nella legnaia; il caso era stato archiviato come incidente per non privare il ragazzo della possibilità di un riscatto sociale. Finché, continuando a scavare nella vita di Annie (e grazie al rinvenimento di un oggetto), Sejer capisce che la ragazza, molto apprezzata come baby-sitter, era drasticamente cambiata dopo la morte, otto mesi prima, di un piccino, Eskill, trovato soffocato nel seggiolone mentre il padre si stava radendo in bagno. Dopo questa disgrazia, i genitori, Henning e Astrid Johnas, avevano divorziato e la madre aveva portato con sé il figlio maggiore Magne.
Sejer comprende che il piccolo, affetto da un disturbo da iperattività e trattato con Ritalin, forse non era morto per un incidente. I suoi sospetti si rivolgono a Johnas. Nel frattempo, Halvor è riuscito a leggere un documento che Annie aveva messo nel suo PC: qui trova l'intera storia del bimbo, ma, anziché rivolgersi all'ispettore, va a provocare Johnas nel suo negozio di tappeti. Solo la costanza di Sejer e Skarre salva il ragazzo da una morte certa: Johnas lo ha ridotto in fin di vita e lo ha nascosto in un grande tappeto, poi sigillato e pronto per uno smaltimento sicuro. Quando Sejer è in grado di interrogare Johnas, gli fa confessare le uccisioni del bambino (che secondo lui stava distruggendo la vita a tutti i familiari) e di Annie (che aveva visto l'uomo ficcare in gola al figlio un grosso grumo di cibo). Johnas non vuole prendere atto delle aggravanti delle sue azioni (ad esempio Annie sarebbe vissuta solo pochi mesi per un cancro al fegato); non sa riconoscere in sé la furia omicida che ha sviluppato, anziché trovare altre soluzioni ai suoi problemi. D'altronde, Sejer rimane con altri dubbi: Halvor forse ha davvero ucciso il padre, ma è meglio non sapere.

## Personaggi
- ispettore Konrad Sejer, della Squadra omicidi, polizia di Oslo. Rimasto vedovo, ha una figlia e un nipotino.
- agente Jacob Skarre, sottoposto di Sejer, ha fatto moltissimi mestieri e è una miniera di conoscenze.
- Annie Holland, quindicenne: eccelle in tutto, ma è introversa. Trovata morta sulla riva di un laghetto.
- Ada, madre di Annie e di un'altra figlia del primo matrimonio.
- Eddie Holland, padre di Annie.
- Sölvi, sorellastra maggiore di Annie: istigata dalla madre, disprezza il suo vero padre e lo ha sostituito  con Eddie.
- Axel Björk, padre di Sölvi, emarginato dall'ex moglie. Ha ricevuto qualche visita di Annie e Sölvi, ma Ada ha posto fine alla cosa.
- Raymond Lâke, uomo  adulto affetto da sindrome di Down, vive con il padre e sa fare varie cose. Nonostante ciò, alcuni abitanti del luogo insistono a definirlo con termini come "grullo" e "deficiente". Alleva conigli.
- Ragnhild, diviene amica di raymond che le fa vedere i suoi conigli.
- Halvor Muntz, diciassette anni, vive con la nonna: è uscito da una situazione di violenza familiare quando il padre si è sparato. Halvor è anche il ragazzo di Annie.
- Thorbjörn Haugen, quindici o sedici anni, ha partecipato alla ricerca di Ragnhild, temporaneamente scomparsa.
- Henning Johnas, venditore di tappeti, da poco divorziato.
- Astrid Johnas, ex moglie di Henning, ha un negozio di filati e maglieria a Oslo.
- Magne Johnas, diciassette anni, primo figlio di Astrid e Henning.
- Eskill, secondo figlio di Astrid e Henning: è morto da otto mesi per un incidente domestico: aveva due anni

## Opere derivate
Dal romanzo, l'esordiente Andrea Molaioli ha tratto il film La ragazza del lago (ambientato  in una località di  montagna in Friuli); interpreti Toni Servillo, Valeria Golino, Fabrizio Gifuni, Anna Bonaiuto e Omero Antonutti.

## Edizioni in italiano
- Karin Fossum, Lo sguardo di uno sconosciuto, traduzione di Pierina M. Marocco, Milano: Frassinelli, 2002
- Karin Fossum, La ragazza del lago, traduzione di Pierina M. Marocco, Milano: Sperling & Kupfer, 2011